# Пянкі (Підляське воєводство)
Пянкі (пол. Pianki) — село в Польщі, у гміні Збуйна Ломжинського повіту Підляського воєводства.
Населення — 95 осіб (2011).
У 1975-1998 роках село належало до Ломжинського воєводства.

## Демографія
Демографічна структура станом на 31 березня 2011 року:
|          | Загалом | Допрацездатний вік | Працездатний вік | Постпрацездатний вік |
| -------- | ------- | ------------------ | ---------------- | -------------------- |
| Чоловіки | 47      | 11                 | 29               | 7                    |
| Жінки    | 48      | 7                  | 28               | 13                   |
| Разом    | 95      | 18                 | 57               | 20                   |